# Waco (Misuri)
Waco es una ciudad ubicada en el condado de Jasper en el estado estadounidense de Misuri. En el Censo de 2010 tenía una población de 87 habitantes y una densidad poblacional de 130,7 personas por km².

## Geografía
Waco se encuentra ubicada en las coordenadas 37°14′49″N 94°36′1″O / 37.24694, -94.60028. Según la Oficina del Censo de los Estados Unidos, Waco tiene una superficie total de 0.67 km², de la cual 0.67 km² corresponden a tierra firme y (0%) 0 km² es agua.

## Demografía
Según el censo de 2010, había 87 personas residiendo en Waco. La densidad de población era de 130,7 hab./km². De los 87 habitantes, Waco estaba compuesto por el 91.95% blancos, el 0% eran afroamericanos, el 0% eran amerindios, el 0% eran asiáticos, el 0% eran isleños del Pacífico, el 0% eran de otras razas y el 8.05% pertenecían a dos o más razas. Del total de la población el 0% eran hispanos o latinos de cualquier raza.